# YellaWood 500
De YellaWood 500 is een race uit de NASCAR Cup Series. De race wordt gehouden op de Talladega Superspeedway over een afstand van 500 mijl of 804 km. Vanaf 2004 maakt deze race deel uit van de Chase for the Championship, de laatste tien races van het jaar waar de beste tien, later beste twaalf coureurs uit het reguliere seizoen in een play-offs systeem strijden om het kampioenschap. Op hetzelfde circuit wordt jaarlijks ook de Aaron's 499 gehouden.

## Namen van de race
- Talladega 500 (1969 - 1987)
- Talladega DieHard 500 (1988 - 1989)
- DieHard 500 (1990 - 1997)
- Winston 500 (1998 - 2000)
- EA Sports 500 (2001 - 2004)
- UAW-Ford 500 (2005 - 2007)
- AMP Energy 500 (2008 - 2010)
- Good Sam Club 500 (2011)
- Good Sam Roadside Assistance 500 (2012)
- Camping World RV Sales 500 (2013 -)

## Winnaars
| Jaar                             | Winnaar            | Auto          |
| Talladega 500                    | Talladega 500      | Talladega 500 |
| -------------------------------- | ------------------ | ------------- |
| 1969                             | Richard Brickhouse | Dodge         |
| 1970                             | Pete Hamilton      | Plymouth      |
| 1971                             | Bobby Allison      | Mercury       |
| 1972                             | James Hylton       | Mercury       |
| 1973                             | Dick Brooks        | Plymouth      |
| 1974                             | Richard Petty      | Dodge         |
| 1975                             | Buddy Baker        | Ford          |
| 1976                             | Dave Marcis        | Dodge         |
| 1977                             | Donnie Allison     | Chevrolet     |
| 1978                             | Lennie Pond        | Oldsmobile    |
| 1979                             | Darrell Waltrip    | Oldsmobile    |
| 1980                             | Neil Bonnett       | Mercury       |
| 1981                             | Ron Bouchard       | Buick         |
| 1982                             | Darrell Waltrip    | Buick         |
| 1983                             | Dale Earnhardt     | Ford          |
| 1984                             | Dale Earnhardt     | Chevrolet     |
| 1985                             | Cale Yarborough    | Ford          |
| 1986                             | Bobby Hillin Jr.   | Buick         |
| 1987                             | Bill Elliott       | Ford          |
| Talladega DieHard 500            |                    |               |
| 1988                             | Ken Schrader       | Chevrolet     |
| 1989                             | Terry Labonte      | Ford          |
| DieHard 500                      |                    |               |
| 1990                             | Dale Earnhardt     | Chevrolet     |
| 1991                             | Dale Earnhardt     | Chevrolet     |
| 1992                             | Ernie Irvan        | Chevrolet     |
| 1993                             | Dale Earnhardt     | Chevrolet     |
| 1994                             | Jimmy Spencer      | Ford          |
| 1995                             | Sterling Marlin    | Chevrolet     |
| 1996                             | Jeff Gordon        | Chevrolet     |
| 1997                             | Terry Labonte      | Chevrolet     |
| Winston 500                      |                    |               |
| 1998                             | Dale Jarrett       | Ford          |
| 1999                             | Dale Earnhardt     | Chevrolet     |
| 2000                             | Dale Earnhardt     | Chevrolet     |
| EA Sports 500                    |                    |               |
| 2001                             | Dale Earnhardt jr. | Chevrolet     |
| 2002                             | Dale Earnhardt jr. | Chevrolet     |
| 2003                             | Michael Waltrip    | Chevrolet     |
| 2004                             | Dale Earnhardt jr. | Chevrolet     |
| UAW-Ford 500                     |                    |               |
| 2005                             | Dale Jarrett       | Ford          |
| 2006                             | Brian Vickers      | Chevrolet     |
| 2007                             | Jeff Gordon        | Chevrolet     |
| AMP Energy 500                   |                    |               |
| 2008                             | Tony Stewart       | Toyota        |
| 2009                             | Jamie McMurray     | Ford          |
| 2010                             | Clint Bowyer       | Chevrolet     |
| Good Sam Club 500                |                    |               |
| 2011                             | Clint Bowyer       | Chevrolet     |
| Good Sam Roadside Assistance 500 |                    |               |
| 2012                             | Matt Kenseth       | Ford          |
| Camping World RV Sales 500       |                    |               |
| 2013                             | Jamie McMurray     | Chevrolet     |

Huidige races:
Can-Am Duel ·
Daytona 500 ·
Subway Fresh Fit 500 ·
Kobalt Tools 400 ·
Food City 500 ·
Auto Club 400 ·
STP Gas Booster 500 ·
NRA 500 ·
Aaron's 499 ·
Toyota Owners 400 ·
Bojangles' Southern 500 ·
FedEx 400 ·
Coca-Cola 600 ·
STP 400 ·
Pocono 400 ·
Quicken Loans 400 ·
Toyota/Save Mart 350 ·
Coke Zero 400 ·
Quaker State 400 ·
Camping World RV Sales 301 ·
Brickyard 400 ·
Gobowling.com 400 ·
Cheez-It 355 at The Glen ·
Pure Michigan 400 ·
Irwin Tools Night Race ·
AdvoCare 500 (Atlanta Motor Speedway) ·
Federated Auto Parts 400 ·
Geico 400 ·
Sylvania 300 ·
AAA 400 ·
Hollywood Casino 400 ·
Bank of America 500 ·
Camping World RV Sales 500 ·
Goody's Headache Relief Shot 500 ·
AAA Texas 500 ·
AdvoCare 500 (Phoenix International Raceway) ·
Ford EcoBoost 400

Voormalige races:

Buddy Shuman 276 ·
Budweiser 400 ·
Budweiser NASCAR 400 ·
Columbia 200 ·
Coors 420 ·
First Union 400 ·
Greenville 200 ·
Hickory 276 ·
Kobalt Tools 500 (Atlanta Motor Speedway) ·
Los Angeles Times 500 ·
Mountain Dew Southern 500 ·
Northern 300 ·
Pepsi 420 ·
Pepsi Max 400 ·
Pickens 200 ·
Pop Secret Microwave Popcorn 400 ·
Sandlapper 200 ·
Subway 400 ·
Tyson Holly Farms 400 ·
Winston Western 500